# Rafiapálma
Rafiapálma vagy tűpálma (Raphia) az egyik nemzetsége a pálmafélék mintegy húsz fajának. Afrika trópusi övezetében és főleg Madagaszkáron őshonosak, de egy faja (R. taedigera) előfordul Közép- és Dél-Amerikában is.
A rafia szálakat a Raphia taedigera leveleinek az ereiből készítik, és a pálma gyümölcse az úgynevezett "brazil gubó", "uxi dió" vagy "uxi gubó".
A fák 16 m magasra is megnőnek, és figyelemre méltó, hogy a szárnyasan összetett levelei, a leghosszabbak a növényvilágban. A Raphia regalisnak 25 m hosszú és 3 m széles levele is ismert. A rafiapálma egytermőleveles vagy monokarp, egyszer virágzik és a magok beérése után elhal (hapaxant). Egyes fajoknak egyéni száraik vannak amelyek a termés beérése után elpusztulnak, de a gyökérzet életben marad ami újabb termő szárakat hajt.

## Fajok

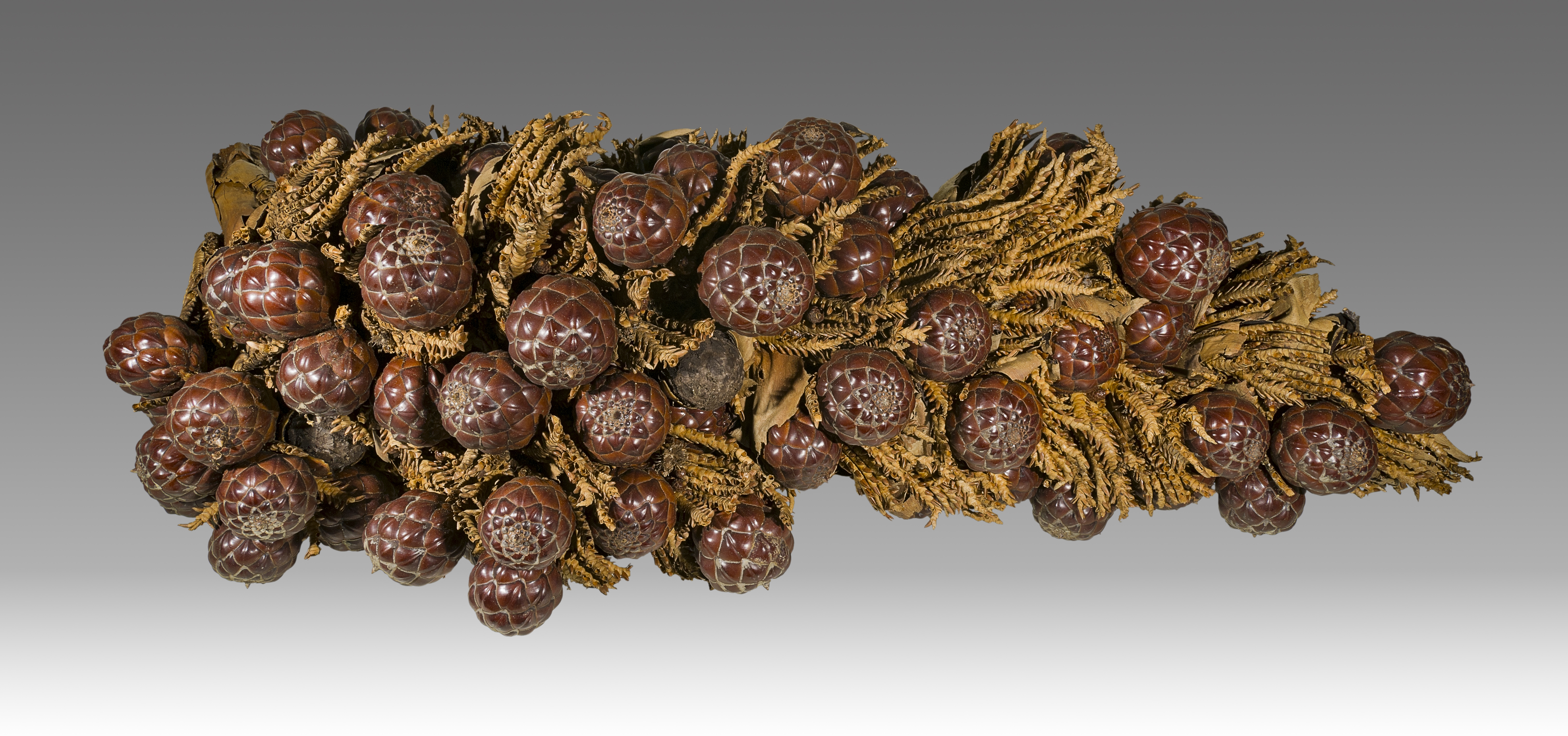
Rafia gubók

Ismertebb fajok és előfordulási helyük:
1. Raphia africana Otedoh – Nigéria, Kamerun
2. Raphia australis Oberm. & Strey – Mozambik, Dél-Afrikai Unió
3. Raphia farinifera (Gaertn.) Hyl. – Afrikában Szenegáltól Tanzániáig, dél felé Mozambik és Zimbabwe-ig
4. Raphia gentiliana De Wild. – Kongói Demokratikus Köztársaság (Zaire), Közép-afrikai Köztársaság
5. Raphia hookeri G.Mann & H.Wendl. – Nyugat- és Közép-Afrikában, Libériától Angoláig
6. Raphia laurentii De Wild. – Angola, Kongói Demokratikus Köztársaság, Közép-afrikai Köztársaság
7. Raphia longiflora G.Mann & H.Wendl. – Nigériától to Zaire-ig
8. Raphia mambillensis Otedoh – Nigéria, Kamerun, Közép-afrikai Köztársaság, Szudán
9. Raphia mannii Becc. – Nigéria, Bioko sziget
10. Raphia matombe De Wild. – Cabinda, Kongói Demokratikus Köztársaság
11. Raphia monbuttorum Drude – Nigéria, Kamerun, Csád, Közép-afrikai Köztársaság, Dél-Szudán
12. Raphia palma-pinus (Gaertn.) Hutch. – Nyugat-Afrikában, Libériától Cabinda-ig
13. Raphia regalis Becc. – Közép-Afrikában, Nigériától Angoláig
14. Raphia rostrata Burret – Cabinda, Zaire
15. Raphia ruwenzorica Otedoh – Kelet-Zaire, Ruanda, Burundi
16. Raphia sese De Wild. – Kongói Demokratikus Köztársaság
17. Raphia sudanica A. Chev. – Nyugat-Afrikában, Szenegáltól Kamerunig
18. Raphia taedigera (Mart.) Mart. – Nigéria, Kamerun, Közép-Amerikában (Costa Rica, Nicaragua, Panama), Dél-Amerikában (Kolumbia, Pará (Brazília))
19. Raphia textilis Welw. – Cabinda, Zaire, Gabon, Angola
20. Raphia vinifera P. Beauv. – Nyugat-Afrikában, Zaire-tól Beninig

## Felhasználása

### Rafia rost

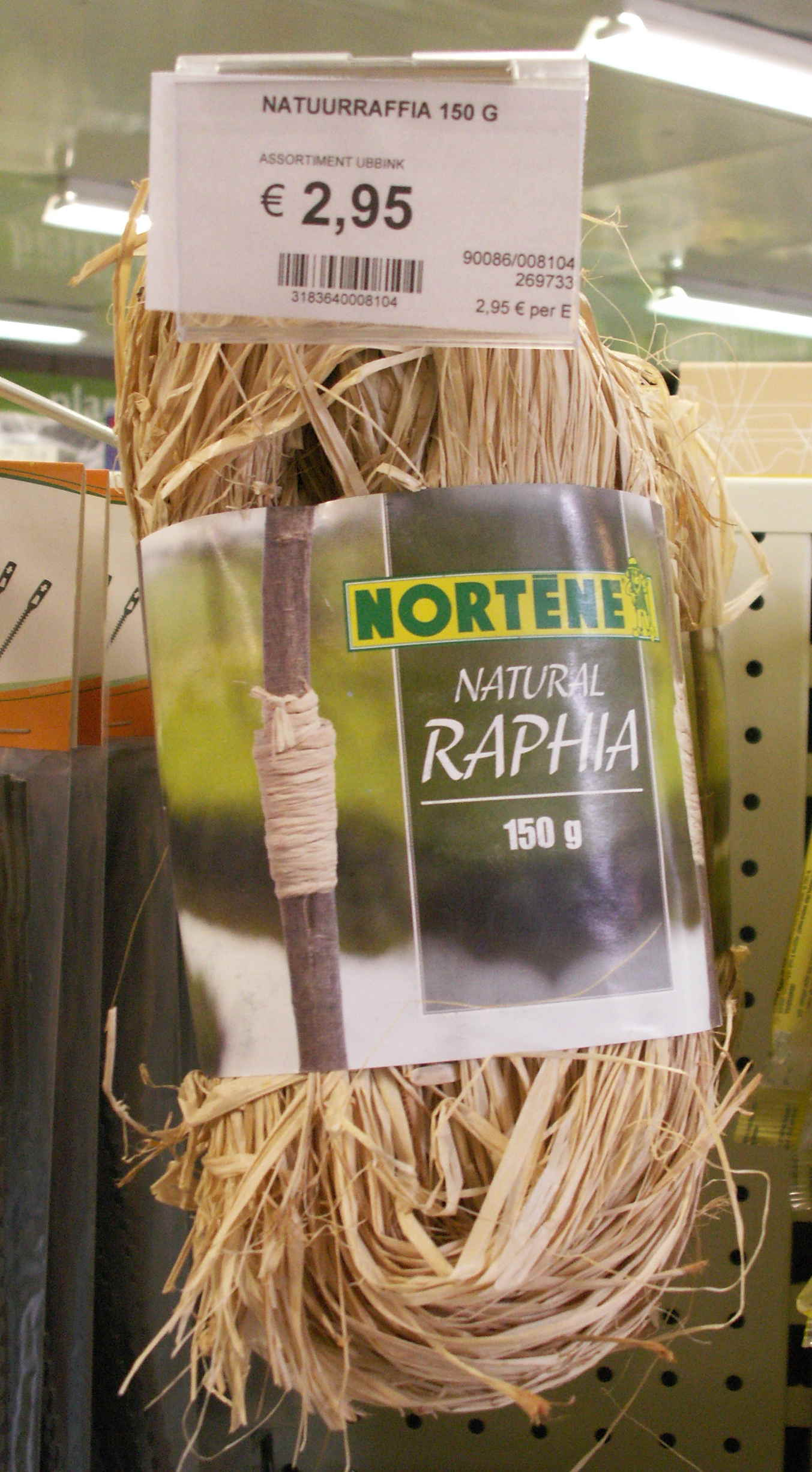
Rafia kötöző szálak

A rafia rostot széles körben használják szerte a világon. Különböző dolgokat állítanak elő belőle, mint például zsineg, kötél, kosár, edényalátét, sapka, cipő és textil .
A szálat a levelek hátsó oldalán levő erezetből állítják elő. Az erezet egy hosszú, vékony szálat képez, amit lehet festeni és szőni textilanyaggá különböző termékek előállítására kezdve kalapoktól cipőkig és dekoratív szőnyegekig.
A natúr rafia szálakat exportálják és sok országban kerti kötözőanyagként használják. Különösen akkor, ha valaki szeretne a növények kötözésére "természetes" madzagot használni.
A rostoknak számos felhasználási területe van, különösen textil- és az építőiparban. Helyi környezetben a rafiapámát kötelek, pálcák és alátámasztó gerendák előállítására használják, míg a rostos ágakat és leveleket tetőburkolatok készítésére.

### Rafia bor
A növény nedve cukrot tartalmaz. Hagyományosan vágást ejtenek a pálma tetején és a szivárgó tejfehér folyadékot egy felfüggesztett nagy tökben összegyűjtik. Ellentétben az olajpálmával, ez a folyamat megöli a rafiapálmát. Úgy a rafia mint az olajpálma felfogott nedve néhány nap alatt erjedésnek indul. A frissen gyűjtött nedv édes és kissé szénsavasnak tűnik. Idővel egyre több cukor erjed meg és az alkoholtartalma növekszik. Ezt a nedvet hívják rafia bornak. A rafia bor valamivel édesebb mint a pálmabor. Mindkét fajta borból desztillálással erősebb italt lehet előállítani, mint például a főleg Nigériában népszerű Ogogoro likőr. Bizonyos kultúrákban, ahol a rafia vagy az olajpálma lokálisan rendelkezésre áll, a vendégeket ezekből pálmákból nyert szeszes italokkal kínálják.
A rafiapálma nagyon fontos több társadalomban is, mint például a Bohol tartományban a Fülöp-szigeteken, Kubában, a Kongói Demokratikus Köztársaságban, az Nso-népnél Kamerunban, az Igbóknál, az Ibibio és Annang népeknél Nigéria délkeleti részén, az Urhobo és Ijaw népeknél a Niger-deltában, jorubáknál Nigéria délnyugati részén és több más nyugat-afrikai etnikumnál.

### Képek

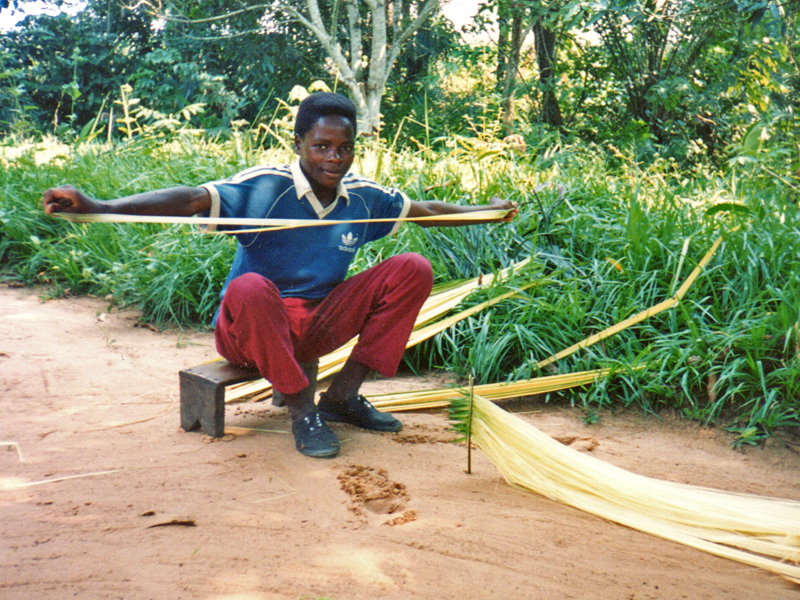
Az erezet kivonása az első lépés a rafia készítésében.
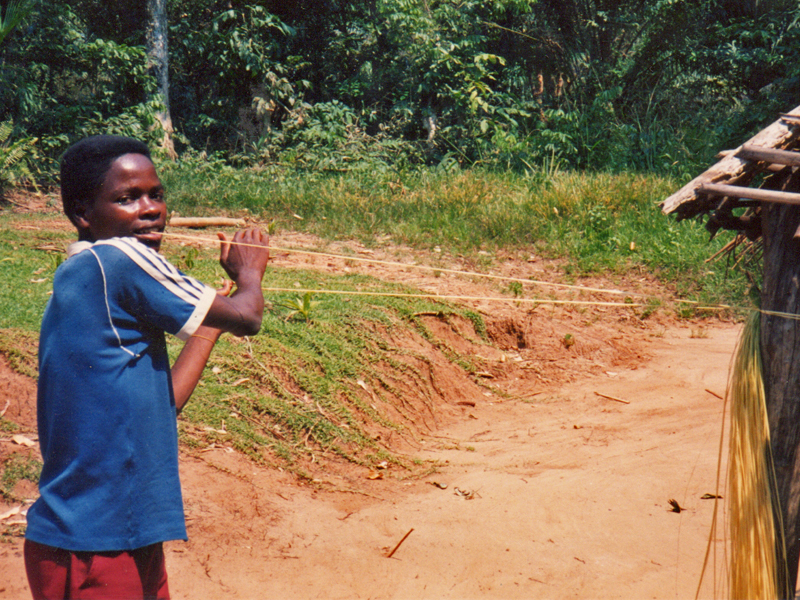
A rostokat összesodorják mielőtt megszárítják.
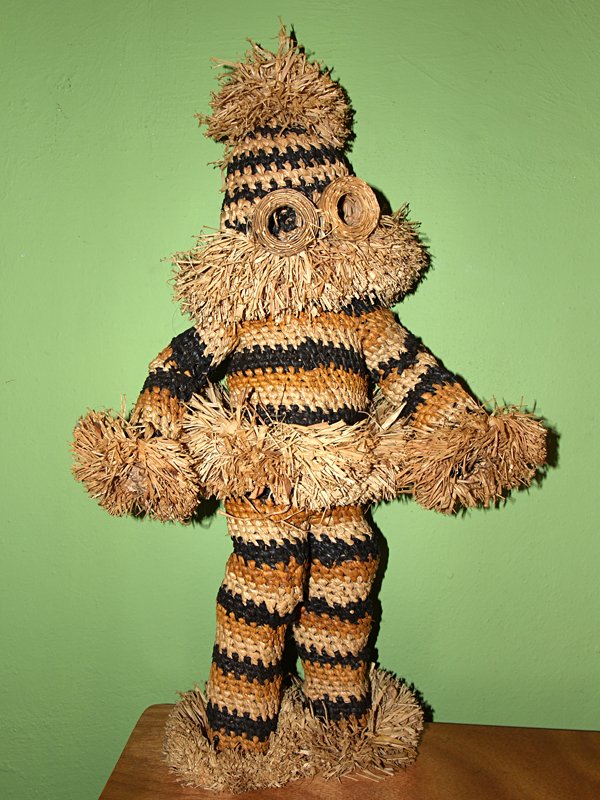
Rafiából készült „muganji táncos”, kultikus figura.

## Külső hivatkozások
- Pallas Nagylexikon

## Fordítás
Ez a szócikk részben vagy egészben  a   Raffia palm című angol Wikipédia-szócikk fordításán alapul.  Az eredeti cikk szerkesztőit annak laptörténete sorolja fel. Ez a jelzés csupán a megfogalmazás eredetét és a szerzői jogokat jelzi, nem szolgál a cikkben szereplő információk forrásmegjelöléseként.